# Ельтай (Ескельдинский район)
Ельтай (каз. Елтай) — село в Ескельдинском районе Жетысуской области Казахстана. Входит в состав сельского округа имени Бактыбая Жолбарысулы. Код КАТО — 196435300.

## Население
В 1999 году население села составляло 1678 человек (827 мужчин и 851 женщина). По данным переписи 2009 года, в селе проживало 1860 человек (920 мужчин и 940 женщин).